# Maurice Hemelsoet
Maurice Constant Maria Hemelsoet (Gant, Flandes Oriental, 8 de març de 1875 – Gant, 29 de desembre de 1943) va ser un remer belga que va competir cavall del segle xix i el segle xx.
El 1900 va prendre part en els Jocs Olímpics de París, on guanyà una medalla de plata en la prova de vuit amb timoner com a membre de l'equip Royal Club Nautique de Gand. Com a membre d'aquest mateix equip disputà el dos amb timoner, però quedà eliminat en les fases preliminars.